# Флаг Куала-Лумпура
Флаг Куала-Лумпура — официальный символ малайзийской федеральной территории Куала-Лумпур. Представляет собой полотнище из трёх частей. Средняя часть синего цвета с жёлтыми полумесяцем и 14-и конечной звездой у древкового края. Две оставшиеся части состоят из шести полос (три красных и три белых) каждая. У верхнего и нижнего края находятся красные полосы. 
Цвета этого флага совпадают с цветами национального флага, что было решено на раннем этапе создания флага федеральной территории

## Символика

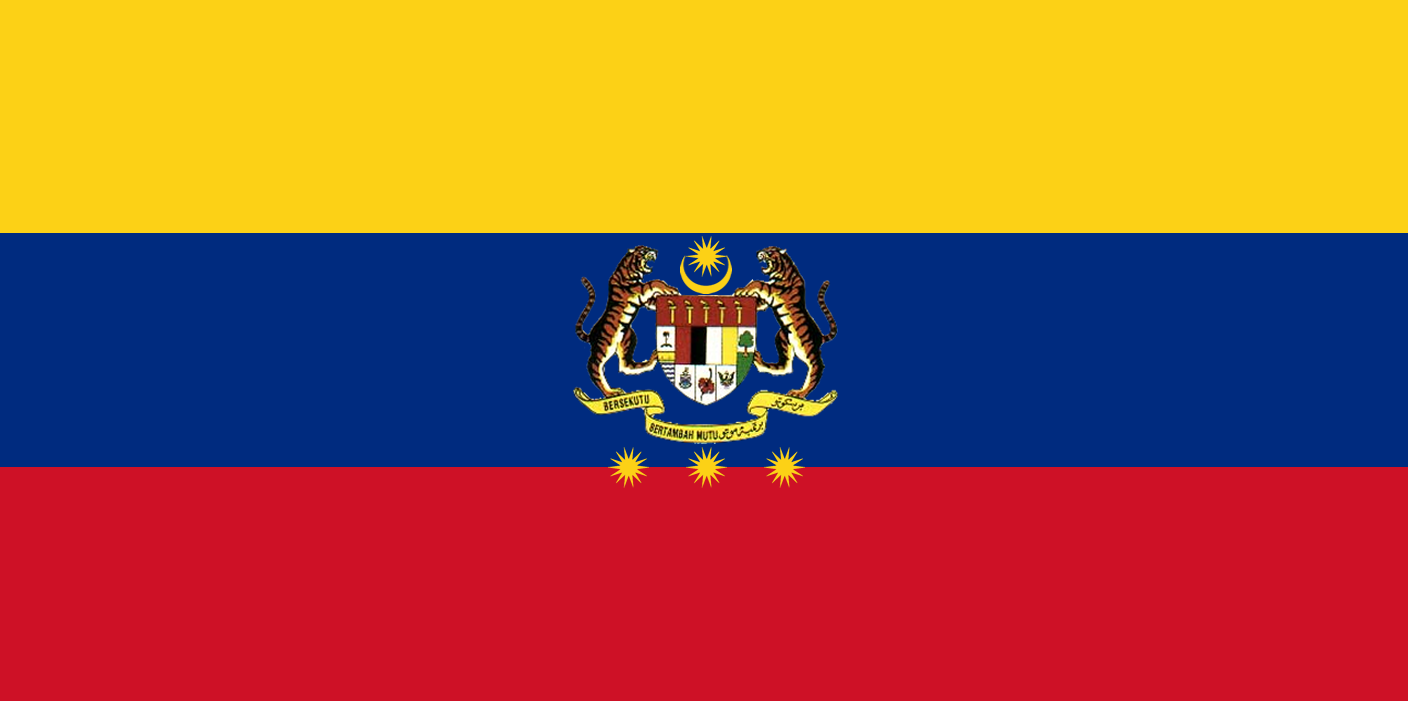
Флаг федеральных территорий

Синий цвет символизирует единство населения Куала-Лумпура, красный — мужественность и выносливость, белый — чистота, жёлтый — суверенитет и процветание. Полумесяц и 14-и конечная звезда символизируют ислам.